# Міське фентезі
Міське фентезі — літературний жанр, заснований на використанні міської міфології. Міське фентезі поєднує в собі риси таких жанрів як фентезі, містика та реалізм, і має зв'язки з найрізноманітнішими літературними напрямами — від романтичної прози до побутописання, від детективу до роману жахів, від містики до соціально-філософського дослідження. Історії можуть мати місце в історичному, сучасному або футуристичному обрамленні. Необхідною передумовою є те, щоб події відбувались здебільшого в місті.

## Представники
Міське фентезі засноване на міській культурі і не має зв'язку з древнім народним фольклором.
В огляді жанру в журналі Світ фантастики виділяються 3 помітні особливості міського фентезі.
- Обстановка: дія відбувається в місті.
- Зміст: твір має містичний елемент, заснований на міській міфології.
- Опис: дуже ретельно прописуються деталі та реалії міста для досягнення правдоподібності.

Цікавими сучасними зразками міського фентезі є роман «Гонихмарник» Дари Корній, лауреатки третьої премії «Коронації слова» (2010), а також роман Світлани Тараторіної «Лазарус», за який вона отримала премію «Літакцент року» в 2019 році.
У романі Генрі Олді «Нам тут жити» місто представлене у вигляді нового середовища існування для людини зі своїми духами та надприродніми істотами. Люди повернулися до старого язичництва, але на новій міській міфології: п'ята конфорка обладнана для жертвоприношень, по місту їздять мотокентаври.
У деяких творах магічний світ існує паралельно з міською реальністю і зримо не впливає на світ людей («Варта у Грі» Наталії Матолінець).
Існує «фольклорний» різновид міського фентезі («Сумковий», «Мовчок», «Пустоброд», «Халява» Далії Трускіновської). Цей напрямок утворився від побутового анекдоту.
Першопрохідцем російського міського фентезі іноді називають Миколу Гоголя, «Петербурзькі повісті» якого заклали канон та естетику російської міської казки. Втіленням найкращих традицій російської міської містики є роман Михайла Булгакова «Майстер і Маргарита».
Західні дослідники зазначають, що міське фентезі бере свої початки з готичної прози та окультних детективів, в яких поєднувалися і урбаністичні декорації, і містика, і детектив. В оглядах термін «міське фентезі» почав широко вживатися в 1980—1990 роках.
Одними з найяскравіших представників міського фентезі вважаються:
- «Небудь-де» Ніла Ґеймана (роман про лондонську підземку)
- «Ріки Лондона» Бена Аарановіча
- «Справи Дрездена» Джима Бучера
- «Знаряддя смерті» Кассандри Клер
- «Аніта Блейк» Лорел Гемілтон
- «Вокзал на вулиці Відчаю» Чайни М'євіля
- «October Daye» Шонін МакҐвайр
- «Пригоди Гаррета» Ґлена Кука
- «Лексикон демона» Сари Різ Бреннан